# Charles Brunet
Pour les articles homonymes, voir Brunet.
Charles Brunet, né le 20 juin 1805 à Paris et mort le 12 juillet 1878 à Paris 5e, est un bibliographe français.

## Biographie
En 1832, Brunet faisait partie de la garde nationale de Paris. Il a été l’un des premiers à marcher à l’assaut des barricades élevées aux abords du cloître Saint-Merry, par les insurgés des 5 et 6 juin. Grièvement blessé à la jambe, il a obtenu, pour sa conduite, la croix de la Légion d'honneur.
Un an après avoir épousé, le 25 juillet 1833, mademoiselle Roche, fille d’un chef d’escadron d’état-major, il devint avocat. En 1839, il a renoncé à cette carrière pour entrer au ministère de l’Intérieur, division des prisons, où, après avoir franchi en trois ans les grades inférieurs, il a été successivement nommé sous-chef, puis chargé de diriger le premier bureau, directeur adjoint des régies, inspecteur général des prisons, et, enfin, chef de bureau titulaire en 1852.
Ayant le gout de la littérature française de la Renaissance, il a édité de nombreuses œuvres dans la bibliothèque elzévirienne fondée par Pierre Jannet.
Au moment de son décès, il terminait l’Amadis Jamyn, et préparait une Bibliographie de la Ville de Paris, ouvrage immense de recherches et d’érudition, nécessitant encore plusieurs années de soins assidus.
Sa fille avait épousé, en 1859, l’orientaliste dieppois Victor Langlois. Ayant pris sa retraite en février 1870, il se consacrait tout entier à l’éducation de son petit-fils, jusqu’au jour où, frappé dans la rue d’une attaque d’apoplexie, il a été ramené mourant au milieu de ses enfants, avant de mourir, quelques jours plus tard.

## Éditions
- Jean d’Arras, la Mélusine, Paris, Jannet, 1854, in-18.
- Li Romans de Dolopathos, Paris, Jannet, 1856, in-18.
- Le Père Duchesne, d’Hébert, Paris, France, 1859, in-12.
- Marat dit l’Ami du Peuple, Paris, Poulet-Malassis, 1862, in-12.
- Le Moulin, comédie du XVIIIe siècle, Turin, Gay, 1870, in-12.
- Un recueil de pièces rares et facétieuses anciennes et modernes, en vers et en prose, remises en lumière pour l’esbattement des pantuagruelistes, avec le concours d’un bibliophile (reproduisant, avec des additions piquantes et nombreuses, la plus grande partie du recueil de Caron.) Paris, A. Barraud, 1872-1873, 4 vol. in-8.
- Monument du costume du XVIIIe siècle, Paris, Willem, 1876, in-f°.
- Histoire des mœurs et du costume des Français au XVIIIe siècle, Paris, Willem, 1878, in-f°.